# Prisión Central de Bertoua
La Prisión Central de Bertoua (en francés: Prison centrale de Bertoua) es el principal recinto penitenciario de la región del este (région de l'Est) una de las divisiones administrativas de Camerún, construido en 1930. Además de la sobrepoblación, ya que posee 478 presos y solo tiene espacio para 100 personas, los reclusos sufren de la falta de alimentos. A Finales de 2012, 18 presos murieron en menos de seis meses.